# Максим Горький (Крым)
Макси́м Го́рький (ранее переселенческий участок № 69, также посёлок Максима Горького; укр. Максим Горький, крымскотат. Maksim Gorkiy, Максим Горький) — исчезнувшее село в Симферопольском районе Крыма. Находилось в степном Крыму, на северо-востоке района, примерно в 2,5 км северо-западнее села Клёновка.

## История
Судя по доступным источникам, еврейский переселенческий участок № 69 был основан, на территории Симферопольского района, в конце 1920-х — начале 1930-х годов, и некоторое время носил название Пригородный. Созданный в колонии колхоз получил название им. Максима Горького и, со временем, это название закрепилось за селением. На топографических картах 1941 и 1942 года Максим Горький — довольно крупный населённый пункт.
Вскоре после начала отечественной войны часть еврейского населения Крыма была эвакуирована, из оставшихся под оккупацией большинство расстреляны. В 1944 году, после освобождения Крыма от фашистов, 12 августа 1944 года было принято постановление № ГОКО-6372с «О переселении колхозников в районы Крыма» и в сентябре 1944 года в район приехали первые новоселы (214 семей) из Винницкой области, а в начале 1950-х годов последовала вторая волна переселенцев из различных областей Украины. С 25 июня 1946 года Максим Горький в составе Крымской области РСФСР. В 1948 году, по решению исполкома, посёлок включен в состав Краснозерненского сельсовета. 26 апреля 1954 года Крымская область была передана из состава РСФСР в состав УССР. Ликвидирован, как посёлок Максима Горького того же сельсовета, решением Крымоблисполкома от 8 сентября 1958 года № 834 (согласно справочнику «Крымская область. Административно-территориальное деление на 1 января 1968 года» — в период с 1954 по 1968 год, как посёлок Гвардейского поссовета).